# Ухао
Ухао (кит.: 烏號 «темний плач») — чарівний лук, що згідно давньокитайської міфології належав Хуан-ді. Жовтий імператор влаштував бенкет на землі, й коли прилетів дракон, посланець із небесного палацу, Хуан-ді вирушив на ньому в небо, однак усі люди теж захотіли політати на ньому, схопившись за вуса дракона, які не витримали ваги й обірвались. Лук Хуан-ді, що висів на вусах дракона, також упав на землю, таким чином залишившись у людей.